# František Tyrpekl
František Tyrpekl (Rokycany, 23 dicembre 1905 – 29 gennaio 1985) è stato un calciatore cecoslovacco, di ruolo centrocampista.

## Carriera

### Nazionale
Il 27 ottobre 1928 esordisce contro la Polonia (3-2).